# Piccole suore missionarie della carità
Le Piccole Suore Missionarie della Carità sono un istituto religioso femminile di diritto pontificio: i membri di questa congregazione, dette Orionine, pospongono al loro nome la sigla P.S.M.C.

## Storia
La congregazione venne fondata dal sacerdote italiano Luigi Orione (1872-1940). Desiderando aprire un ricovero per anziani ad Ameno, il 29 giugno 1915 riunì a Tortona le prime due donne disposte ad assumere il servizio nella casa: la marchesina Giuseppina Valdettaro e Caterina Volpini. Il numero delle volontarie si accrebbe rapidamente e il 4 ottobre 1917, con il consenso del vescovo di Tortona Simone Pietro Grassi, le prime aspiranti fecero la loro vestizione religiosa.
Nel 1927, avendo ottenuto oralmente il consenso di papa Pio XI, don Orione ammise alla professione dei voti religiosi le sue quattro collaboratrici più anziane: la Valdettaro aveva già abbandonato la comunità e la guida della congregazione venne affidata a Maria Pazienza Tersigni (1884-1969), prima superiora generale dell'istituto.
La prima filiale all'estero venne aperta in Polonia nel 1929; un'ulteriore espansione internazionale si ebbe nel 1930. Accanto alle suore dedite all'apostolato attivo, don Orione diede vita ad una comunità di religiose non vedenti dedite alla vita contemplativa.
La congregazione ricevette il pontificio decreto di lode il 19 gennaio 1957; le sue costituzioni vennero approvate dalla Santa Sede il 6 marzo 1965 e vennero confermate da papa Paolo VI il 30 marzo successivo.

## Attività e diffusione
Le Orionine si dedicano a numerose opere a carattere socio-sanitario (sono attive negli ospedali, nelle case di riposo, in ambulatori, dispensari e centri di riabilitazione) e ad attività educative e pastorali.
Sono presenti in Europa (Italia, Polonia, Romania, Russia, Spagna, Ucraina), nelle Americhe (Argentina, Brasile, Cile, Paraguay, Perù, Uruguay), in Africa (Capo Verde, Costa d'Avorio, Kenya, Madagascar) e nelle Filippine. la sede generalizia è a Roma.
Al 31 dicembre 2008 la congregazione contava 738 religiose in 114 case.